# Bijela joha
Bijela joha (lat. Alnus incana), jedna od 46 vrsta joha (Alnus) iz porodice brezovki. To je listopadno stablo stožastog oblika krošnje koje naraste do 20 metara visine. Korijen joj je plitak ali širok i dobro razgranjen. Kora debla je glatka, sivkaste boje, listovi jajoliki, na vrhu ušiljeni, a cvjetovi jednospolni i jednodomni. Plod jer češer koji doztrijeva u rujnu i listopadu.
Bijela joha raste po sjevernoj polutki, Euroazija i Sjeverna Amerika. 
Jedna je od tri vrste joha koje rastu u Hrvatskoj, ostale dvije su planinska ili zelena joha i crna joha.

## Podvrste
1. Alnus incana subsp. incana
2. Alnus incana subsp. kolaensis (Orlova) Á.Löve & D.Löve
3. Alnus incana subsp. rugosa (Du Roi) R.T.Clausen
4. Alnus incana subsp. tenuifolia (Nutt.) Breitung